# 2584 Turkmenia
2584 Turkmenia è un asteroide della fascia principale. Scoperto nel 1979, presenta un'orbita caratterizzata da un semiasse maggiore pari a 2,2276814 UA e da un'eccentricità di 0,0654067, inclinata di 1,43840° rispetto all'eclittica.
L'asteroide prende il nome dal Turkmenistan.